# Єньки
Є́ньки — село в Україні, у Хорольській міській громаді Лубенського району Полтавської області. Населення становить 341 осіб. До 2020 орган місцевого самоврядування — Петрівська сільська рада. Батьківщина полковника генерального штабу Армії УНР Василя Тютюнника (1890-1919).  

## Географія
Село Єньки знаходиться на правому березі річки Хорол, вище за течією на відстані 4,5 км розташоване село Хвощівка, нижче за течією на відстані 1,5 км розташоване село Лози, на протилежному березі — село Кулики. На відстані 0,5 км розташоване село Садове. Річка в цьому місці звивиста, утворює лимани, стариці та заболочені озера.

## Історія
З 1917 — у складі УНР, з 1918 — у складі Української Держави Гетьмана Павла Скоропадського. З 1921 — режим комуністів.
12 червня 2020 року, відповідно до розпорядження Кабінету Міністрів України № 721-р «Про визначення адміністративних центрів та затвердження територій територіальних громад Полтавської області», село увійшло до складу Хорольської міської громади..
19 липня 2020 року, в результаті адміністративно - територіальної реформи та ліквідації Хорольського району, село увійшло до складу новоутвореного Лубенського району.

## Відомі люди

Тютюнник Василь

- Василь Никифорович Тютюнник (1890-1919) — український військовий діяч, полковник генерального штабу Армії УНР.